# 希望之党
希望之党（日语：／ Kibō no Tō）是日本的一个右翼民粹主义政党，2017年9月25日成立，由第20任东京都知事小池百合子创建并担任首任代表（黨魁）。
2018年5月，部分不愿并入国民民主党的旧希望之党的极右翼成员另组新的“希望之党”。

## 概况

### 结党
希望之党的党名来源于小池之前成立的政治塾“希望之塾”，以2016年成立的东京都地方政党——都民第一会为基础，并吸纳了从自民党、民进党等离党的多名国会议员。另外，支持度长期低迷的原日本国会第一大在野党——民进党，為了在2017年日本眾院大選有所突破，决定取消对本党所属众议员等的候选人推举，转而令其申请作为希望之党的候选人参选，这事实上宣告民进党已经解散。但希望之党表示会对民进党候选人先作甄选，民进党内自由派不会被吸纳，其後民进党内自由派另組立憲民主党，並與共产党和社民党合作，不在單一選區中競爭。

### 国政选举
希望之党成立后，即投入到第48届日本众议院议员总选举中。本次选举中，之前呼声颇高的希望之党推举了235名候选人参选，数量超过众议院半数席位，但最终只有50人当选，未能撼动自民党和公明党组成的执政联盟的地位，获得的议席数甚至低于稍晚成立的立宪民主党。选举结果公布后，身在法国巴黎的小池百合子坦承希望之党在本次选举中“完败”。有分析认为，小池排斥民进党出身特定人士的做法，给人以“排除异己”的印象，导致了希望之党在本次选举中惨败。
2017年11月14日，小池百合子在希望之党召开的两院议员总会上表示将辞去希望之党党首并专注于东京都都政，党代表一职由前几日选出的共同代表玉木雄一郎担任。

### 旧希望之党解散、新希望之党成立
2018年5月，旧希望之党和民进党合并成立“国民民主党”，一部分不愿并入該党的旧希望之党的极右翼成员另组新党，名称仍为“希望之党”。